# イーストウイング

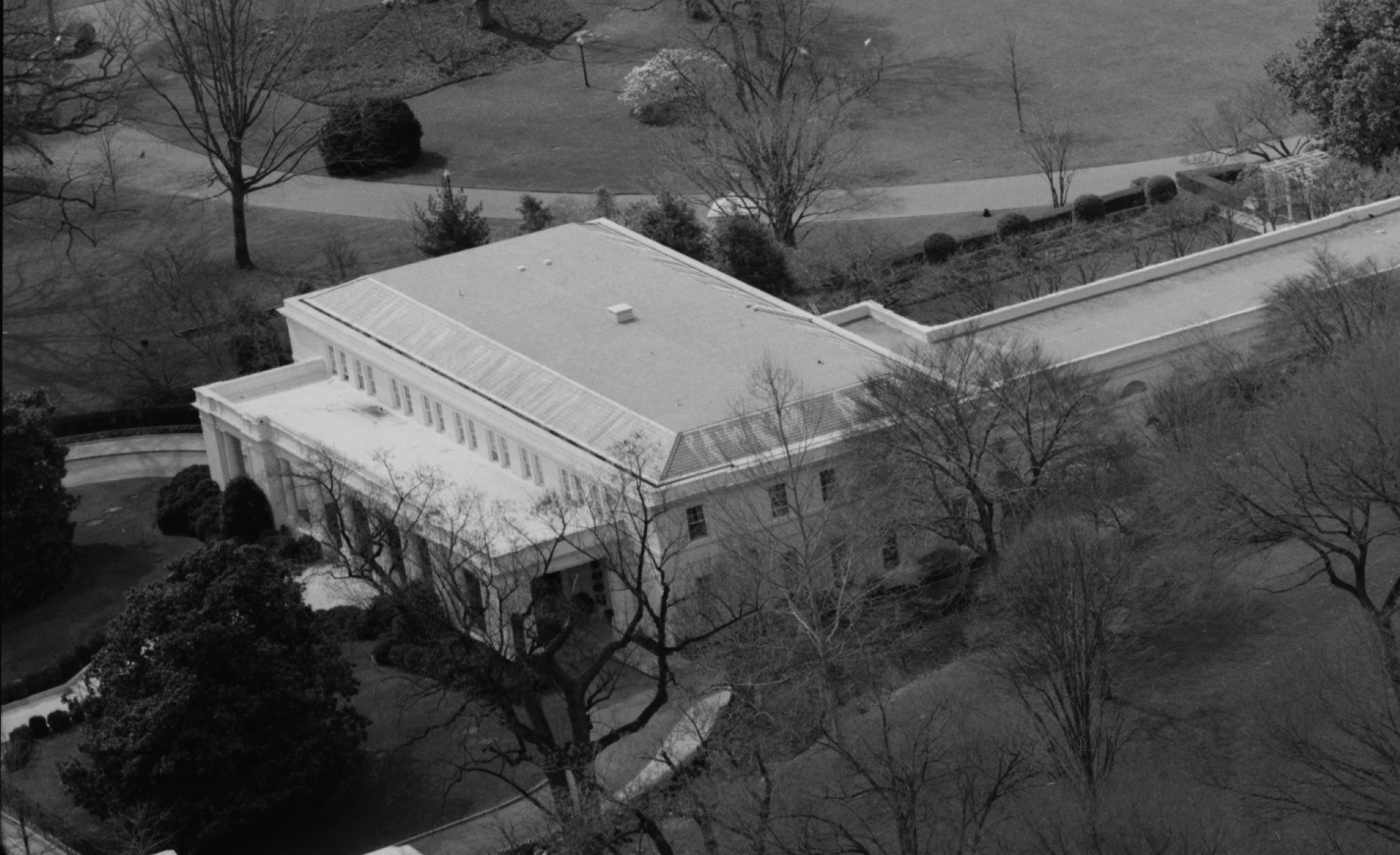
ホワイトハウス・イーストウィング (1992年)

イーストウイング（英語: East Wing）は、アメリカ合衆国の官邸・ホワイトハウスの東棟。

## 概要
イーストウイング（東棟）はホワイトハウス・コンプレックスの一部で、2階構造で大統領の居住する行政棟の東にある。
またイーストウイングの来客入口にはホワイトハウス映画館も設置され、行政棟へは柱廊通路で接続されている。
主に社交界の来客は通常イーストウイングから入館する。
ホワイトハウスに訪れる訪問客はまずウェストウィングの木調ロビーを通り、大統領とファーストレディの肖像の掲げられた部屋に入る。
訪問客は引き続き、柱廊に沿って中庭を通り抜け、かつての来客玄関であったジャクリーン・ケネディ・ガーデンに行き着き、最終的に１階の居住区に入る。

## 歴史
当初トーマス・ジェファーソン大統領は柱廊に続くテラスをホワイトハウスの東側と西側に設けたが、その時は実用的な構造物ではなかった。
その後、アンドリュー・ジャクソン大統領在任中の1834年に東側テラスに鉄製の水道管を施設した。水道管は壁を通り部屋の中まで引き入れられ、蛇口を使って自由に利用することができた。
結局、水道水は水洗いのために使われたり、ほどなくしてテラスの地上部分に浴室が設置されたりした。
さらにマーティン・ヴァン・ビューレン大統領はこの浴室にシャワーを設置した。このようにして1866年に撤去されるまで、東のテラスはホワイトハウスの浴室として使用された。
最初の小さなイーストウイングが建設されるのはセオドア・ルーズベルト大統領の任期中で、主に公式来客や社交客用の受け入れ玄関としてであった。
このイーストウイングは大きな公共団体ー何台もの車や馬車や行政官、秘書などを伴って訪れる訪問客などの玄関口として主に利用された。
特徴としては、大きな所持品預かり所や来客のコート、帽子などを預かるロッカールームが備えられていることだった。
こんにちのイーストウイングは1942年の地下壕の追加建設、大統領危機管理センター（PEOC）の設置がなされると共に、セオドア・ルーズベルト大統領が作った洋服などを保管していた部屋は映画館に作り替えられた。
後に郵便物や外遊時の荷物はイーストウイングに保管されることになった。エレノア・ルーズベルト大統領夫人はホワイトハウス社会事業担当官を初めて採用した。
ロザリン・カーター大統領夫人は1977年にイーストウイング最初の私室を設け、公式に大統領夫人の執務室とされた。
現在、イーストウィングはファーストレディのスタッフ、ホワイトハウス社会事業担当官の執務室、郵便物や荷物の預かり所、大勢の来客の玄関口として機能している。